# 瑞達加斯特
瑞達加斯特（Radagast）是英國作家約翰·羅納德·瑞爾·托爾金（J.R.R. Tolkien）的史詩奇幻小說《魔戒三部曲》的虛構人物。
他是埃斯塔力（Istari）之一，跟隨維麗雅凡娜（Yavanna），熱愛自然，最終下落不明。

## 名字
瑞達加斯特（Radagast）一名的來源有兩個版本，分別來自阿督納克語及安都因河谷地帶人類的語言。前者的意思是「野獸看護者」Tender of beasts，後者的意思無法解釋。此名字也與現實的語言相連，此名可能取自古英語"rudugást"一字，意思是「褐色之靈」Brown spirit。瑞達加斯特一名甚至可能與斯拉夫神話的一位神靈Radigast有關連。
阿溫迪爾（Aiwendel）是他在維林諾（Valinor）的名字，來自昆雅語，意思是「鳥之友」Friend of birds。
由於他身穿褐袍，因此人稱「褐袍瑞達加斯特」（Radagast the Brown）。

## 總覽
瑞達加斯特是埃努（Ainur）之一，誕生於伊露維塔（Ilúvatar）的思想中。他是一位邁雅（Maiar），後來被維拉派到中土大陸協助自由之民反抗索倫（Sauron），隸屬於埃斯塔力（巫師）之一。他應該沒有任何配偶。在維林諾時，他跟隨維拉雅凡娜。
他是眾埃斯塔力之中最了解關於大自然和動植物的知識，並且可能擅長製造幻覺和偽裝，因為在《魔戒三部曲》中灰袍甘道夫（Gandalf）說到瑞達加斯特擅於變色及變形，故此很可能有上述的能力。他是動物的朋友，能夠與鳥獸溝通，亦以此為自由之民探取情報，應該也認識或能指揮中土大陸的巨鷹（Eagles），因為他曾指派風王關赫（Gwaihir the Windlord）去報信給甘道夫。
他應該是埃斯塔力當中比較沒有心機的一位，因為他被薩魯曼利用，使用動物為投向索倫一方的薩魯曼（Saruman）收集情報。與其他巫師一樣，他都取了人類老人的模樣，有一件長袍和手杖，而他的袍子是褐色。除了甘道夫外，瑞達加斯特與其他巫師一樣在被派來中土大陸剷除邪惡的任務失敗了，因為他熱愛大自然，很少協助人類和精靈的抵抗。他住在幽暗密林（Mirkwood）西邊的羅斯加堡（Rhosgobel），認識住在附近的變形人比翁（Beorn）。

## 生平

### 遠古
瑞達加斯特誕生於創世以前，是伊露維塔思想的產物，參加了埃努的大樂章（Ainulindalë）。他因為喜愛阿爾達（Arda），所以與許多埃努一同進入了一亞（Eä）。阿爾達的春天（Spring of Arda）時，他大概住在奧瑪倫島（Almaren），但當兩盞巨燈（Two Lamps）被摧毀後，阿門洲就成為他的居所。在阿門洲時他應該是十分親近鳥獸，故此精靈們給予他阿溫代爾的名號。

### 前往中土大陸
在索倫重新崛起前，眾維拉（Valar）決定要派遣使者到彼岸喚醒和協助自由之民反抗邪惡，雅凡娜選了瑞達加斯特，並要求薩魯曼帶他一同出發，很可能因此造成後來薩魯曼蔑視他的原因。
約於第三紀元1000年，三位邁雅先後抵達中土（修改後版本裡，兩位藍袍巫師於第二紀元已前往中土）。他在不明時間落腳於羅斯加堡。2463年，抵抗邪惡的聖白議會（White Council）召開，瑞達加斯特也有加入。他的居住地距離索倫盤據的巢穴多爾哥多（Dol Guldur）甚近，很可能在2941年聖白議會對該地邪惡的攻擊有作出幫助。

### 魔戒聖戰
3018年夏天，薩魯曼與瑞達加斯特接觸，要瑞達加斯特找到甘道夫，表示九戒靈（Nazgûl）正搜索夏爾（Shire），若甘道夫需要幫助就應來到艾辛格（Isengard）找他。仲夏之際，瑞達加斯特在綠蔭路（Greenway）遇到甘道夫，告知他這一消息，甘道夫遂勸瑞達達加斯特應派出鳥獸去探知敵人的情報，於是他回到幽暗密林，並派出巨鷹四出追查戒靈。
風王關赫最後飛去歐散克塔（Orthanc）通報關於索倫部隊調度的消息給甘道夫，卻發現原來薩魯曼利用了他，並已撕破假面，囚禁了甘道夫，關赫及時的來到讓甘道夫獲救離開。這是唯一瑞達加斯特在魔戒聖戰（War of the Ring）的貢獻，此後他在戰爭的參與程度甚微。愛隆會議（Council of Elrond）召開後，瑞文戴爾派出的使者曾來到羅斯加堡想尋找瑞達加斯特，卻發現當地已經人去樓空，於是折返。這是瑞達加斯特最後的記錄，他的下落自此不明，不過或許有可能在黑門之戰（Battle of Morannon）發生時，瑞達加斯特委派巨鷹們參戰。
托爾金在書信中表示，瑞達加斯特被中土大陸的花鳥蟲魚迷住，忘記自己的任務，流連中土大陸。儘管他的任務失敗了，但他的失敗並不如薩魯曼般嚴重，很可能最終維林諾大門會重新為他打開。

## 改版描述
在《魔戒首部曲：魔戒現身》電影中直接忽略掉有關瑞達加斯特的情節。
而在後來彼得·傑克遜（Peter Jackson）執導的電影版《哈比人歷險記》中，西爾維斯特·麥考伊（Sylvester McCoy）出演瑞達加斯特。這也是瑞達加斯特這個角色在魔戒系列中第一次獨立現身，而不是藉由旁白和故事中其他角色的描述來奠定存在。
在電影裡，瑞達加斯特戴著一頂「像是戴著一對耳朵」的古怪帽子，鳥類在他的帽子裡築起巢來，因此他頭上常有鳥屎；他以羅斯加堡野兔拉的木撬作為交通工具，還一度用他的力量治癒垂死的刺蝟。在首集《哈比人：意外旅程》裡，瑞達加斯特是第一個發現多爾哥多潛藏著邪惡力量的人，他與甘道夫和矮人團隊在食人妖之地會面，將魔窟劍交給甘道夫，之後幫助他們引開了半獸人和座狼的追殺。然而在後來的的聖白會議中，白袍薩魯曼駁斥了瑞達加斯特的說法，此外還斥責他是個蠢材，讓蘑菇給染黃了牙齒。《哈比人：荒谷惡龍》中，瑞達加斯特與甘道夫一同探查魯道爾荒陵的戒靈墓，發現九戒靈已突破墓穴封印逃走的事實，隨即他載甘道夫抵達多爾哥多外，甘道夫要求他回去跟精靈女王凱蘭崔爾稟報這一切，並促使聖白議會展開行動。《哈比人：五軍之戰》中，瑞達加斯特隨著其他聖白議會成員一同參與攻擊多爾哥多的行動，負責將受傷的甘道夫帶離現場；後來，他與比翁帶領一群巨鷹參與了五軍之戰。
在設計過程中，導演彼得·傑克遜認為瑞達加斯特的外貌應該要看上去「一團糟」，而他的帽子也應與甘道夫區分開來。電影編劇之一的菲利帕·鮑恩斯表示瑞達加斯特是她喜歡的角色之一。

## 資料來源
1. 1 2  Thain's Book: Radagast 的存檔，存档日期2007-10-13.
2. ↑  「安都因河谷地帶人類的語言」這一來源版本和解釋是出現於後期的備註。詳見《未完成的故事》"The Istari"一章的註釋第四條。
3. 1 2 3  .   [2011-11-25]. （原始内容存档于2021-02-13）.
4. ↑  《精靈寶鑽》 2002年 聯經初版翻譯 《魔戒及第三紀元》
5. ↑  《哈比人歷險記》 2001 聯經初版翻譯 第七節《怪異的住所》
6. ↑  《未完成的故事》 1998年 HarperCollins重印版 "The Istari"
7. ↑  《中土世界的歷史》 Vol.12《中土世界的民族》 "Last Writings"
8. 1 2  《魔戒三部曲》 2001年 聯經初版翻譯 附錄二編年史
9. 1 2 3 4  《魔戒首部曲：魔戒現身》 2001年 聯經初版翻譯 第二章第二節《愛隆會議》
10. ↑  The Letters of J.R.R. Tolkien 1981年 Boston: Houghton Mifflin出版 第156封
11. ↑  奇幻戰隊 編. . 臺北: 奇幻基地. 2002年12月: 63. ISBN 957-28136-4-1.
12. ↑  . Filmonic. 2010-10-27  [2018-07-10]. （原始内容存档于2018-07-10） （美国英语）.
13. 1 2  . 影视工业网. 2013-03-20  [2018-07-16]. （原始内容存档于2019-08-15）.
14. ↑  蘇士尹. . 開眼電影網. 2013-12-12  [2017-11-06]. （原始内容存档于2017-11-07）.
15. ↑  Adam B. Vary. . BuzzFeed. 2013-11-01  [2018-07-10]. （原始内容存档于2021-04-17） （英语）.
16. ↑  . 网易娱乐. 2015-01-20  [2018-07-10]. （原始内容存档于2020-12-01）.

## 外部連結
- 瑞達加斯特 （页面存档备份，存于）在TheOneRing.net上的頁面（英文）